# Ōmihachiman
Ōmihachiman (近江八幡市 Ōmihachiman-shi?) es una ciudad localizada en la prefectura de Shiga, Japón. En junio de 2019 tenía una población de 81.313 habitantes y una densidad de población de 458 personas por km². Su área total es de 177,45 km².
El 21 de marzo de 2010, la población de Azuchi (del Distrito de Gamō) se fusionó con Ōmihachiman. Azuchi, es conocida por las ruinas del Castillo Azuchi del daimyō Oda Nobunaga, importante gobernante del siglo XVI de Japón.

## Etimología
"Ōmihachiman" significa "Hachiman en Ōmi". Cuando el pueblo Hachiman (el precursor de esta ciudad) se convirtió en una ciudad, estaba la ciudad existente de Yahata en la Prefectura de Fukuoka. En japonés, "Hachiman" y "Yahata" son escritos por el mismo kanji, así que se añadió "Ōmi" para evitar ser confundido. "Hachiman" es el dios sintoísta de la guerra. Irónicamente, desde el punto de vista occidental, su símbolo es la paloma.

## Geografía

### Localidades circundantes
- Prefectura de Shiga
  - Higashiōmi
  - Yasu
  - Ryūō

## Historia
Ōmihachiman había sido una pueblo comercial desarrollado desde que Toyotomi Hidetsugu construyó un castillo y reunió a muchos comerciantes en la última parte del siglo XVI. Se conservan residencias para comerciante y un canal utilizado para el transporte en una zona antigua de la ciudad, designan un distrito de preservación para grupos de edificios tradicionales y un paisaje cultural importante.
En 1905, un arquitecto estadounidense llamado William Merrell Vories vino a Ōmihachiman como profesor de inglés en la escuela secundaria comercial. Dos años más tarde renunció, pero permaneció en Ōmihachiman y pasó la mayor parte de su vida productiva aquí. Él diseñó edificios de estilo occidental, una compañía farmacéutica, una fundación educativa y un hospital de la ciudad.

## Demografía
Según datos del censo japonés, la población de Ōmihachiman se ha mantenido estable en los últimos años.
| Año del censo | Población |
| ------------- | --------- |
| 1995          | 79.488    |
| 2000          | 80.669    |
| 2005          | 80.610    |
| 2010          | 81.738    |
| 2015          | 81.312    |

## Lugares de interés
- Himure Hachimangū - El santuario más grande de Ōmihachiman que era el nombre original del nombre de la ciudad "Hachiman"
  - Sagichō Festival - Un festival de fuego que se celebra en el área de la ciudad vieja y en Himure Hachimangū cada mes de marzo.
- Monte Hachiman o Monte Kakuyoku - la montaña donde quedaba el castillo de Hidetsugu. Servicio del tren aéreo Hachimanyama entre la cima de la montaña y Himure Hachimangū.
- Canal Hachiman-bori.
- Suigō meguri - En el noreste de la ciudad, hay servicio de barcos turísticos a través de la laguna rural.
- Museo Kawara.
- Lago Biwa.
  - Isla Okishima - Una isla de pescadores que es la única inhabitada en Japón.
  - Isaki no Sao-tobi - Un festival de agua que se celebra cada mes de agosto, que pone a prueba el coraje de los hombres para saltar en el lago del Templo Isaki.
- Musa-juku.

## Galería

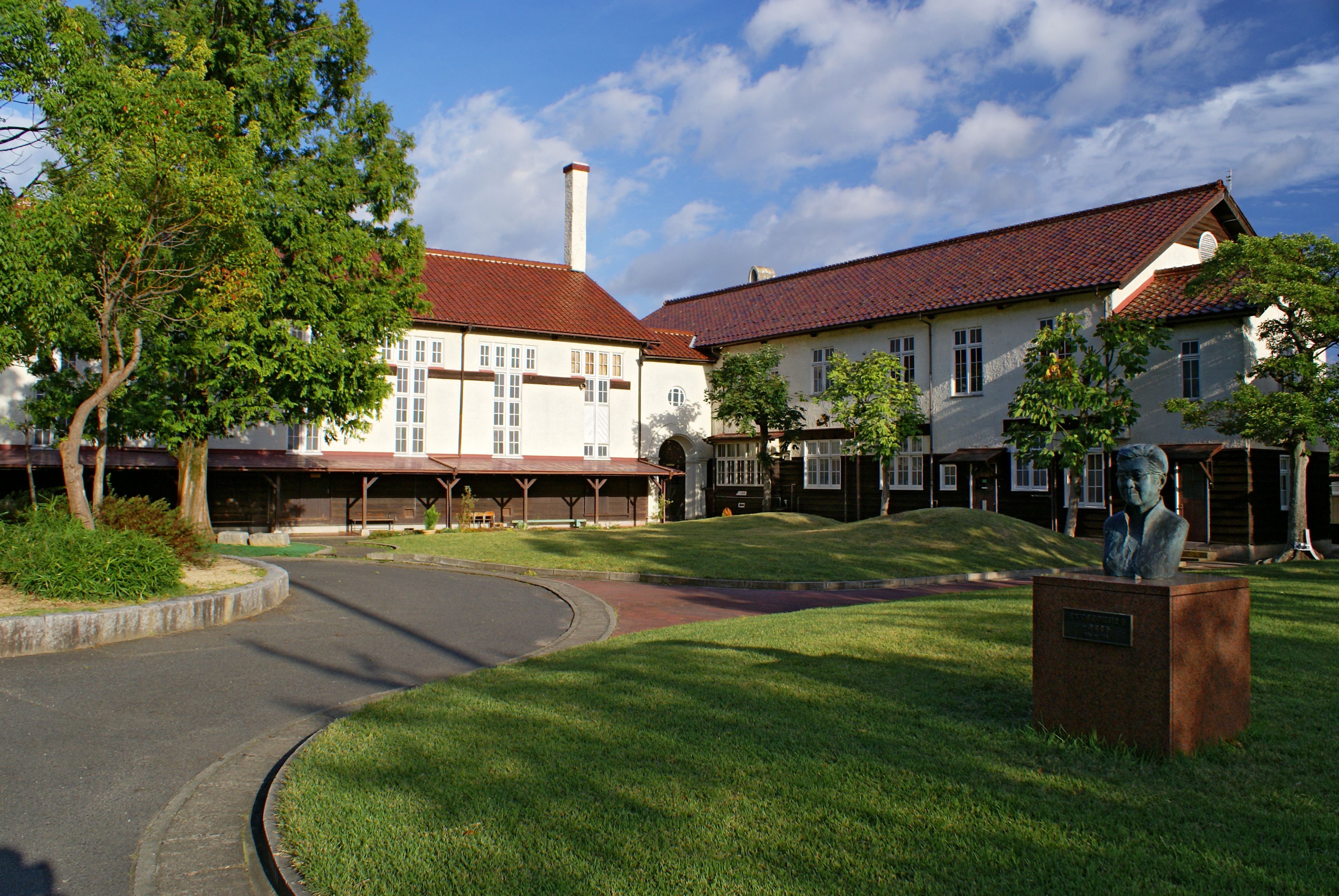
Colegio Oumikyodaisha fundado por el señor Vories.
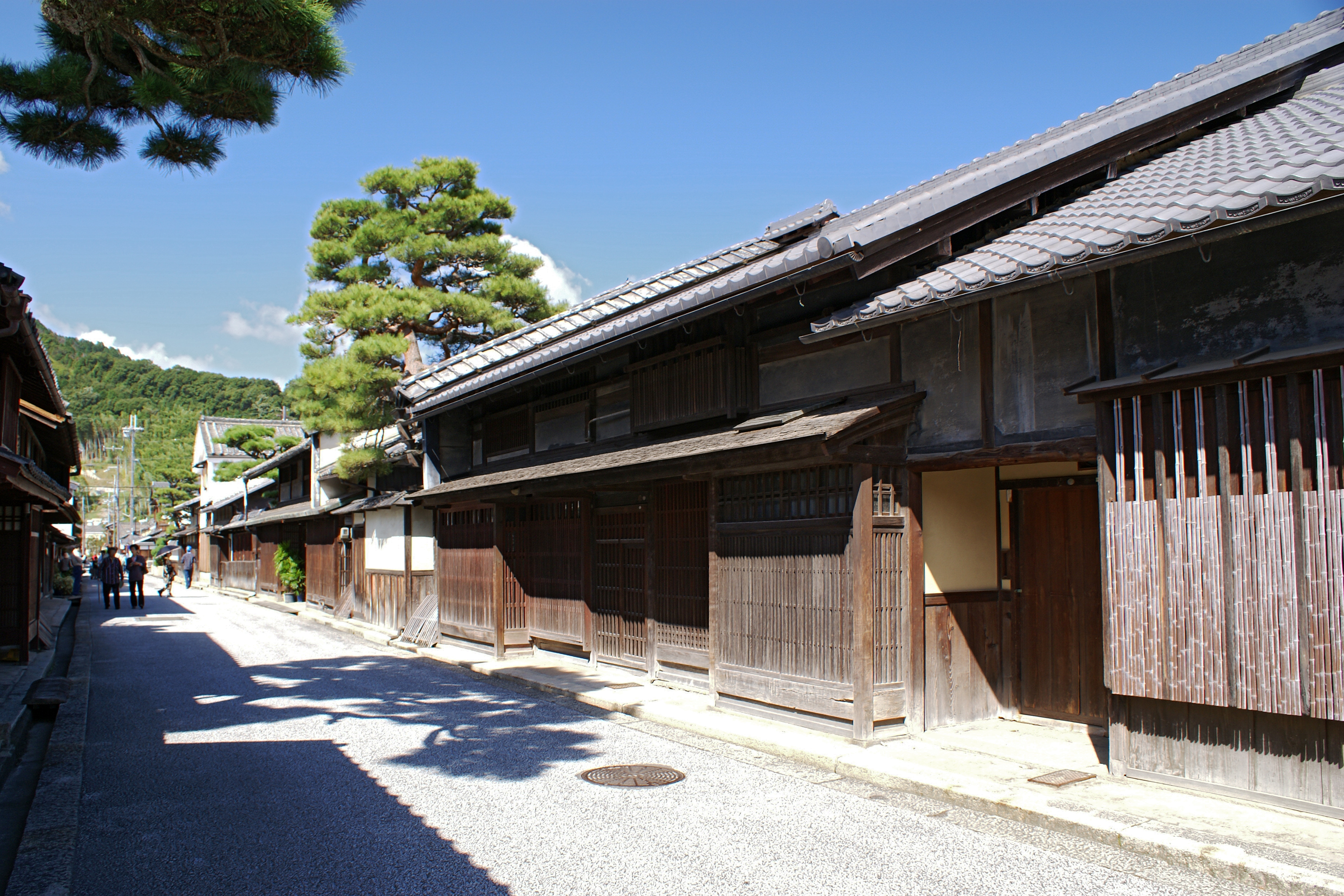
Calle Shinmachi.
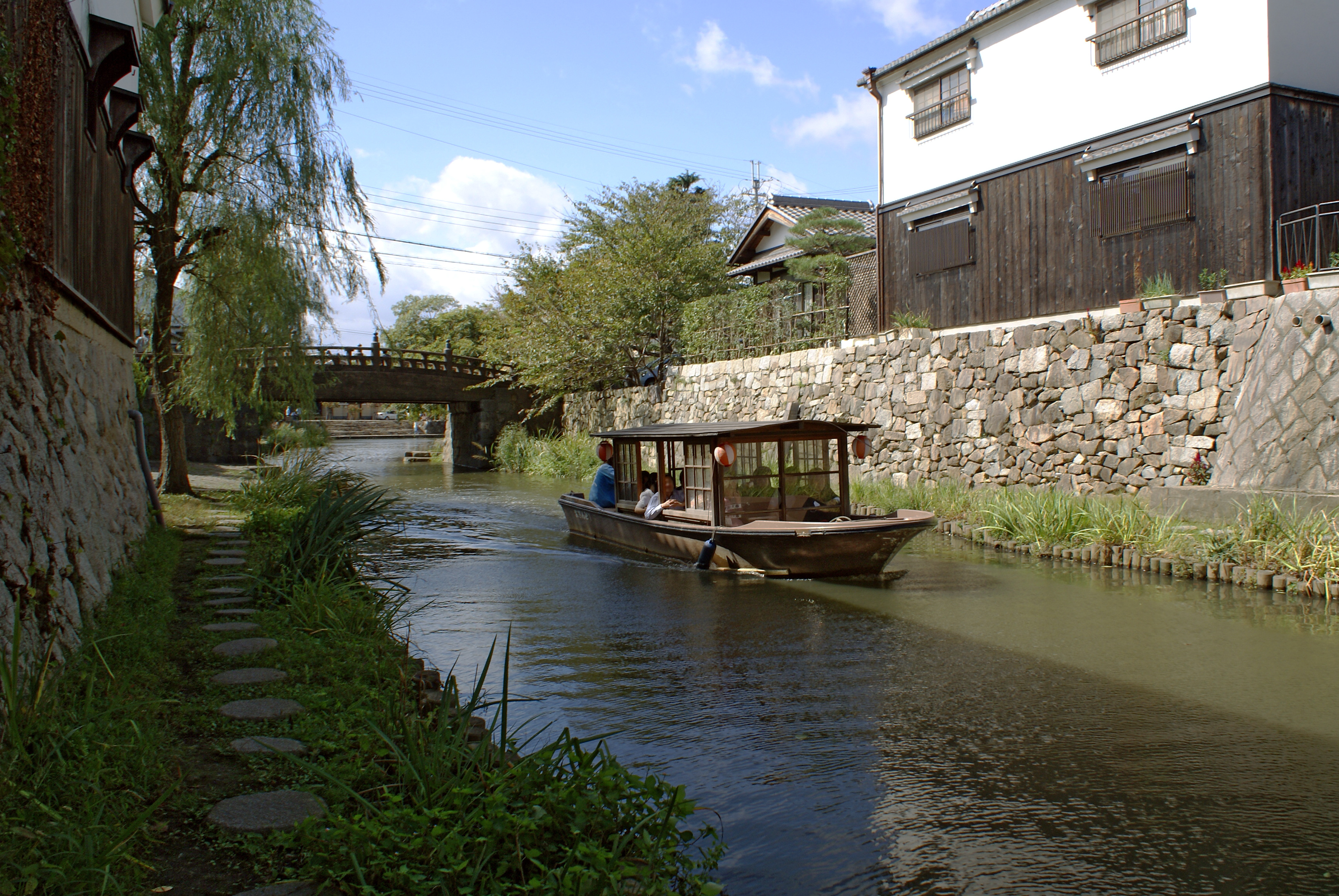
Canal Hachiman-bori.
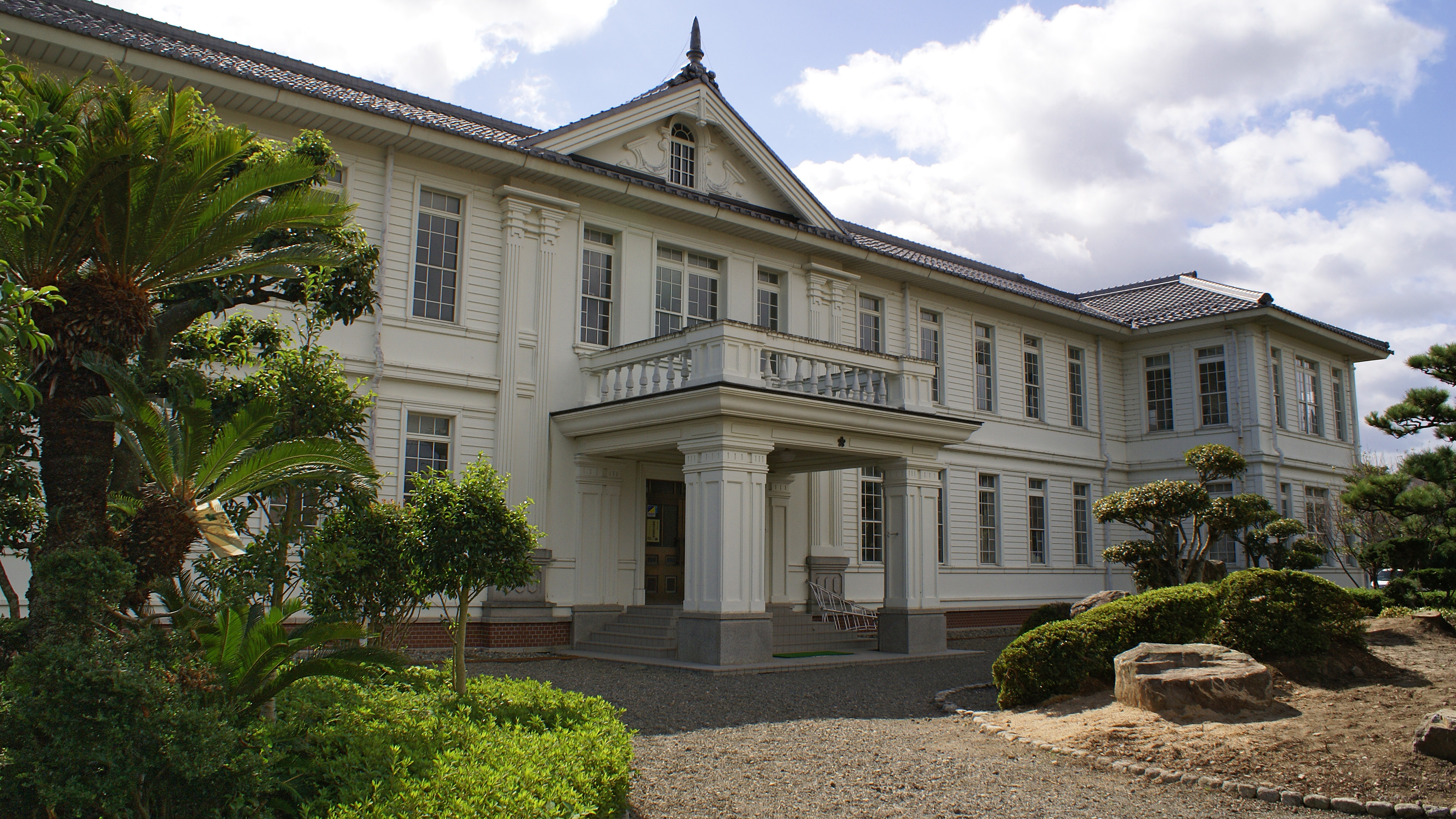
Escuela primaria Hachiman.
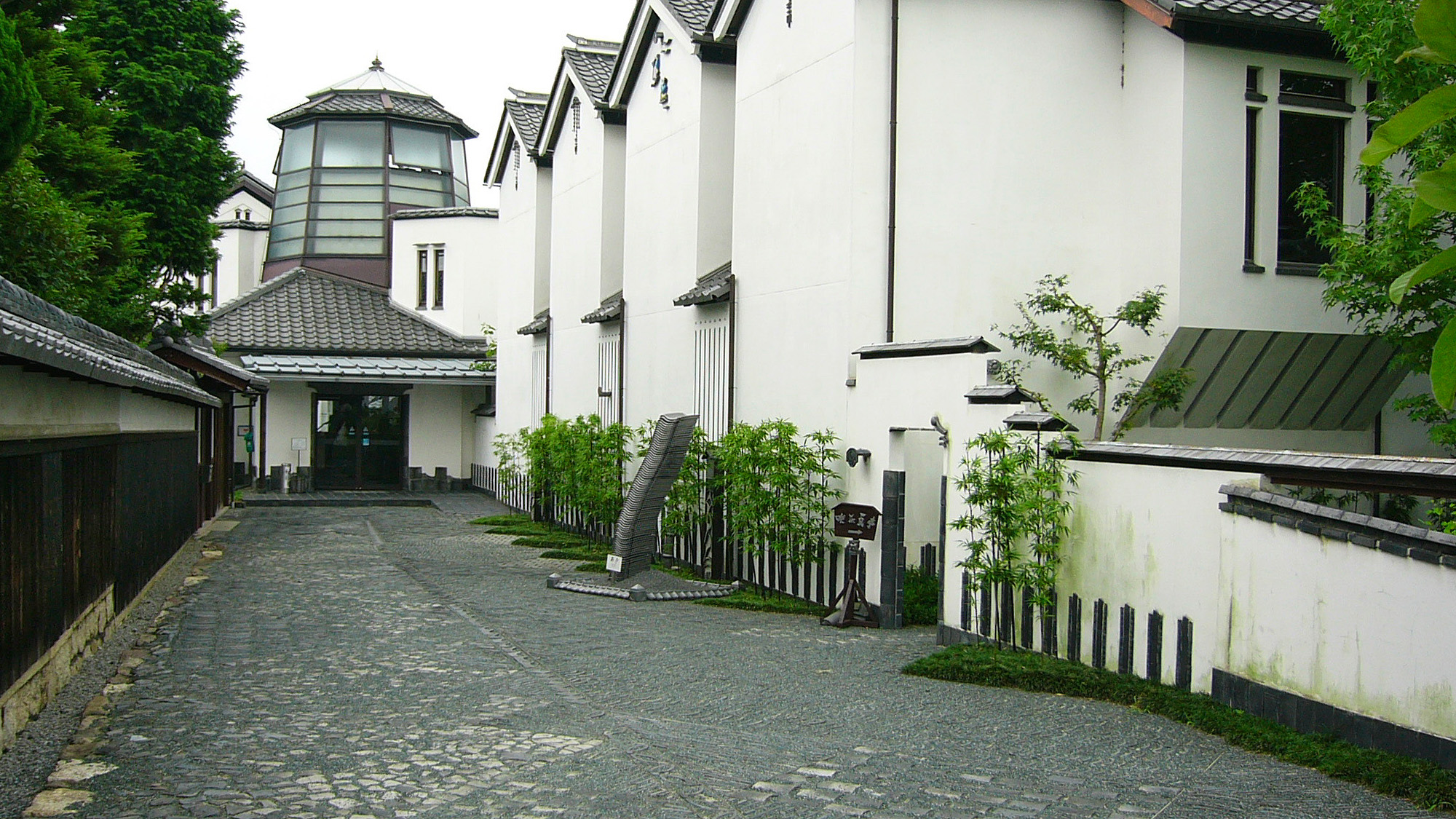
Museo Kawara.
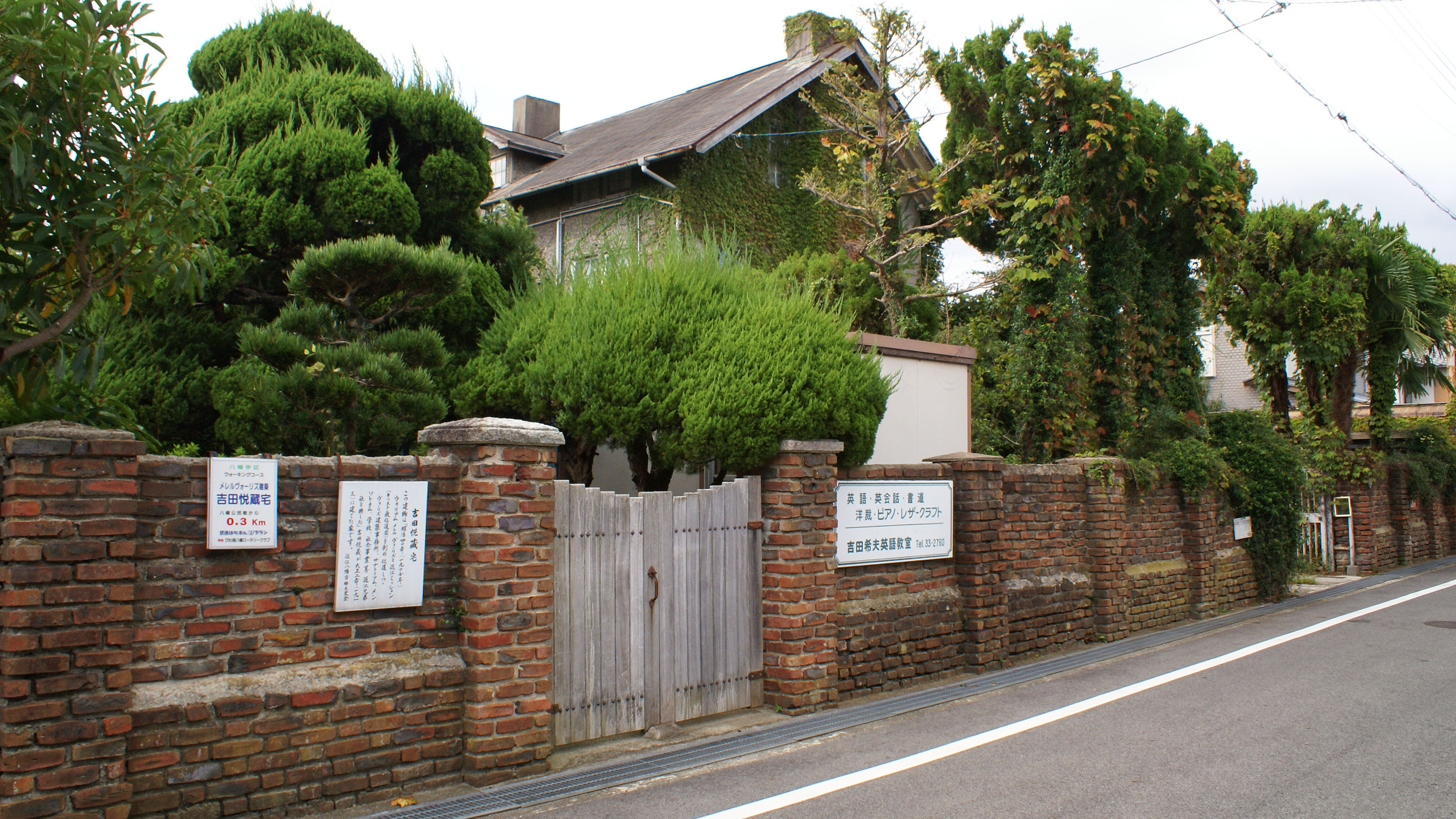
Ikeda-cho.
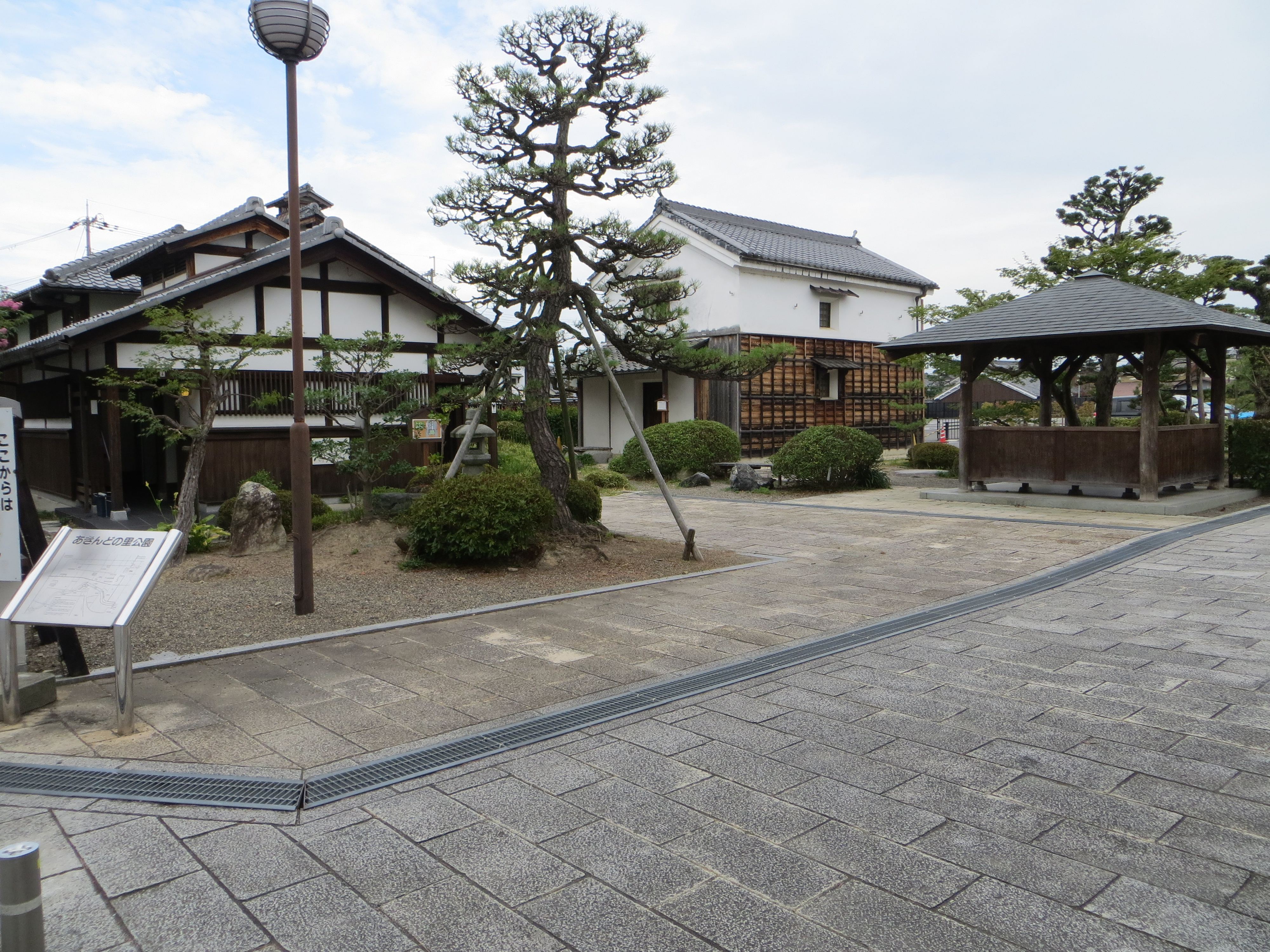
Centro de visitantes Obata-cho.
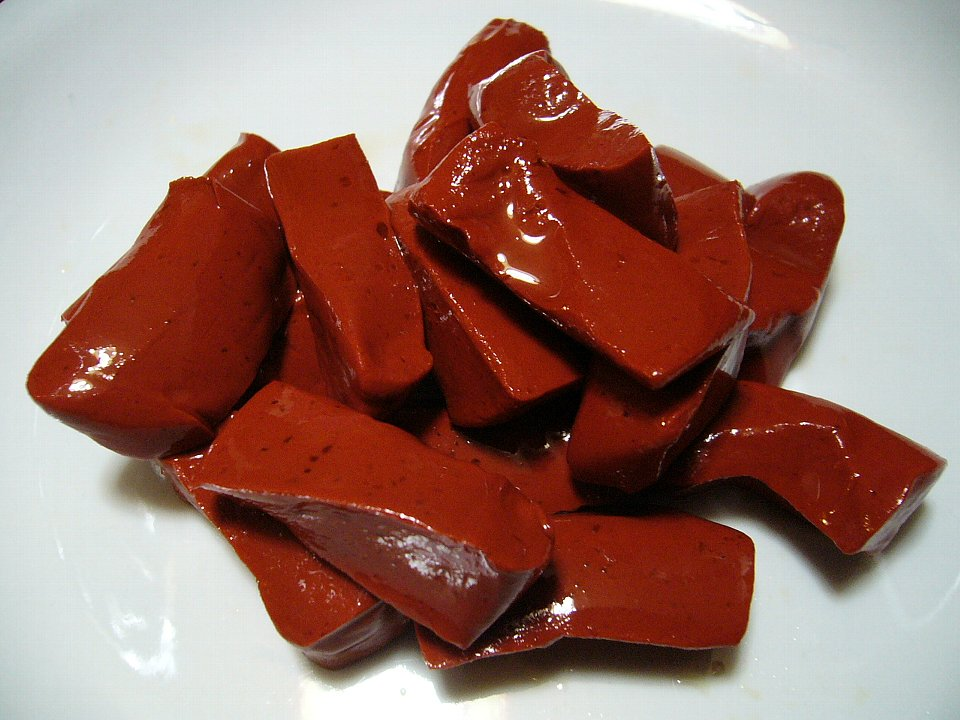
Akakonnyaku (konnyaku rojo), una especialidad local